# Nek5000
Nek5000是一款基於譜元素法且擴展性良好的計算流體力學程式，使用四邊形或六面體網格，用於求解不可壓縮Navier-Stokes方程。Nek5000榮獲1999年戈登貝爾獎。